# 김천시의 국회의원
초대 국회의원 선거에서 김천군은 2개의 지역구에서 2명의 국회의원을 선출하였다. 1949년 김천군 김천읍이 김천시로 승격되면서, 김천군은 금릉군이라 개명되었고, 1950년의 제2대 국회의원 선거부터는 김천시, 금릉군 각각의 지역구로 국회의원을 배출하였다. 

## 행정구역 변천
- 1945년 8월 15일 경상북도 김천군
- 1949년 8월 14일 김천군 김천읍이 김천부로 승격, 김천군은 금릉군으로 개칭
- 1949년 8월 15일 김천부가 김천시로 개칭
- 1995년 1월 1일 김천시와 금릉군이 통합하여 '김천시' 설치

## 김천시의 역대 국회의원 일람
| 대수         | 이름           | 소속정당   | 임기                               | 선거구역                                                                         |
| ------------ | -------------- | ---------- | ---------------------------------- | -------------------------------------------------------------------------------- |
| 제1대        | 권태희(權泰義) | 무소속     | 1948년 5월 31일 - 1950년 5월 30일  | 김천군 갑: 김천읍 농소면 남일면 아포면 개령면 감문면                             |
| 제1대        | 이병관(李秉瓘) | 무소속     | 1948년 5월 31일 - 1950년 5월 30일  | 김천군 을: 어매면 봉산면 대항면 감천면 조마면 구성면 지례면 부항면 대덕면 증산면 |
| 제2대        | 우문(禹文)     | 대한국민당 | 1950년 5월 31일 - 1954년 5월 30일  | 김천시 일원                                                                      |
| 제2대        | 여영복(呂永馥) | 무소속     | 1950년 5월 31일 - 1954년 5월 30일  | 금릉군 일원                                                                      |
| 제3대        | 문종두(文鐘斗) | 무소속     | 1954년 5월 31일 - 1958년 5월 30일  | 김천시 일원                                                                      |
| 제3대        | 김철안(金喆安) | 자유당     | 1954년 5월 31일 - 1958년 5월 30일  | 금릉군 일원                                                                      |
| 제4대        | 문종두(文鐘斗) | 무소속     | 1958년 5월 31일 - 1960년 7월 28일  | 김천시 일원                                                                      |
| 제4대        | 김철안(金喆安) | 자유당     | 1958년 5월 31일 - 1960년 7월 28일  | 금릉군 일원                                                                      |
| 제5대 민의원 | 김세영(金洗榮) | 무소속     | 1960년 7월 29일 - 1961년 5월 16일  | 김천시 일원                                                                      |
| 제5대 민의원 | 우돈규(禹燉圭) | 무소속     | 1960년 7월 29일 - 1961년 5월 16일  | 금릉군 일원                                                                      |
| 제6대        | 백남억(白南檍) | 민주공화당 | 1963년 12월 17일 - 1967년 6월 30일 | 김천시·금릉군 일원                                                               |
| 제7대        | 백남억(白南檍) | 민주공화당 | 1967년 7월 1일 - 1971년 6월 30일   | 김천시·금릉군 일원                                                               |
| 제8대        | 백남억(白南檍) | 민주공화당 | 1971년 7월 1일 - 1972년 10월 17일  | 김천시·금릉군 일원                                                               |
| 제9대        | 김윤하(金潤河) | 무소속     | 1973년 3월 12일 - 1979년 3월 11일  | 김천시·금릉군·상주군 일원                                                        |
| 제9대        | 백남억(白南檍) | 민주공화당 | 1973년 3월 12일 - 1979년 3월 11일  | 김천시·금릉군·상주군 일원                                                        |
| 제10대       | 박정수(朴定洙) | 무소속     | 1979년 3월 12일 - 1980년 10월 27일 | 김천시·금릉군·상주군 일원                                                        |
| 제10대       | 정휘동(鄭輝東) | 무소속     | 1979년 3월 12일 - 1980년 10월 27일 | 김천시·금릉군·상주군 일원                                                        |
| 제11대       | 박정수(朴定洙) | 무소속     | 1981년 4월 11일 - 1985년 4월 10일  | 김천시·금릉군·상주군 일원                                                        |
| 제11대       | 정휘동(鄭輝東) | 민주정의당 | 1981년 4월 11일 - 1985년 4월 10일  | 김천시·금릉군·상주군 일원                                                        |
| 제12대       | 김상구(金相球) | 민주정의당 | 1985년 4월 11일 - 1988년 5월 29일  | 김천시·금릉군·상주군 일원                                                        |
| 제12대       | 이재옥(李在玉) | 신한민주당 | 1985년 4월 11일 - 1988년 5월 29일  | 김천시·금릉군·상주군 일원                                                        |
| 제13대       | 박정수(朴定洙) | 민주정의당 | 1988년 5월 30일 - 1992년 5월 29일  | 김천시·금릉군 일원                                                               |
| 제14대       | 박정수(朴定洙) | 민주자유당 | 1992년 5월 30일 - 1996년 5월 29일  | 김천시·금릉군 일원                                                               |
| 제15대       | 임인배(林仁培) | 신한국당   | 1996년 5월 30일 - 2000년 5월 29일  | 김천시 일원                                                                      |
| 제16대       | 임인배(林仁培) | 한나라당   | 2000년 5월 30일 - 2004년 5월 29일  | 김천시 일원                                                                      |
| 제17대       | 임인배(林仁培) | 한나라당   | 2004년 5월 30일 - 2008년 5월 29일  | 김천시 일원                                                                      |
| 제18대       | 이철우(李喆雨) | 한나라당   | 2008년 5월 30일 - 2012년 5월 29일  | 김천시 일원                                                                      |
| 제19대       | 이철우(李喆雨) | 새누리당   | 2012년 5월 30일 - 2016년 5월 29일  | 김천시 일원                                                                      |
| 제20대       | 이철우(李喆雨) | 새누리당   | 2016년 5월 30일 - 2018년 5월 14일  | 김천시 일원                                                                      |
| 제20대       | 송언석(松言石) | 자유한국당 | 2018년 6월 14일 - 2020년 5월 29일  | 김천시 일원                                                                      |
| 제21대       | 송언석(松言石) | 미래통합당 | 2020년 5월 30일 - 2024년 5월 29일  | 김천시 일원                                                                      |